# Chantal Bournissen
Chantal Bournissen (Arolla, 6 de abril de 1967) es una deportista suiza que compitió en esquí alpino.
Ganó una medalla de oro en el Campeonato Mundial de Esquí Alpino de 1991, en la prueba combinada. En la Copa del Mundo consiguió siete victorias y catorce podios en total.
Participó en tres Juegos Olímpicos de Invierno, entre los años 1988 y 1994, ocupando el cuarto lugar en Albertville 1992, en la prueba combinada.

## Palmarés internacional
| Campeonato Mundial | Campeonato Mundial             | Campeonato Mundial | Campeonato Mundial |
| Año                | Lugar                          | Medalla            | Prueba             |
| ------------------ | ------------------------------ | ------------------ | ------------------ |
| 1991               | Saalbach-Hinterglemm (Austria) | Medalla de oro     | Combinada          |